# Дьячков, Борис Александрович
Бори́с Алекса́ндрович Дьячко́в (20 января 1935, Ростов-на-Дону, СССР — 2 октября 2021) — советский учёный, доктор геолого-минералогических наук (1987, по другим, видимо неточным, данным 1986), профессор (1994), академик НАН Казахстана (2003).

## Биография
Родился 20 января 1935 года в г. Ростов-на-Дону. В 1958 году после окончания Ростовского госуниверситета по специальности инженер-геолог-разведчик был направлен в Восточно-Казахстанское геологическое управление (г. Усть-Каменогорск) геологом Таргынской поисково-разведочной экспедиции (1958—1960 гг.), позже стал начальником партии Алтайской поисково-съемочной экспедиции (1960—1968 гг.), старшим геологом геолотдела «Востказгеология» (1969—1976 гг.), главным геологом Усть-Каменогорской геолого-разведочной экспедиции ПГО «Востказгеология» (1976—1977 гг.).
В 1977—88 годах заведующий лабораторией золота и редких металлов Алтайского отдела Института геологических наук АН Казахстана; в 1988—93 годах — заместитель заведующего Алтайского отдела по научной работе.
В 1969 году в Институте геологических наук им. К. И. Сатпаева АН КазССР (г. Алма-Ата) защитил кандидатскую диссертацию на тему: «Интрузивный магматизм и металлогения Восточной Калбы» по специальности 130 «Металлогения» (научный руководитель — академик АН КазССР Г. Н. Щерба). В 1987 году в том же институте защитил докторскую диссертацию на тему: «Зональность и продуктивность рудных поясов Алтае-Чингизского региона» (специальность 04.00.11 — «Геология, поиски и разведка рудных и нерудных месторождений; металлогения»). В 1990 году ему присвоено учёное звание старшего научного сотрудника, а в июне 1994 г. — учёное звание профессора по специальности «Геология и минералогия». В мае 1994 года избран членом-корреспондентом Национальной академии наук Республики Казахстан по специальности «Геология рудных месторождений» (удостоверение № 4-200, Алматы). В 1996 году избирается действительным членом Академии минеральных ресурсов Республики Казахстан и членом Международной ассоциации по генезису рудных месторождений (IAGOD). В 2003 году избран действительным членом (академиком) Национальной академии наук Республики Казахстан (удостоверение № 131), в 2006 году вступил в «Союз учёных Казахстана». В 2010 году избран национальным членом Академии Естественных наук России.
С 1992 (по другим данным, 1996) года работает в Восточно-Казахстанском государственном техническом университете им. Д. Серикбаева в должности профессора кафедры «Геология и горное дело» факультета наук о Земле.
Специалист в области региональной геологии и металлогении, магматизма и оруденения, прогнозирования месторождений полезных ископаемых; руководитель казахстанской группы геологов «Международной ассоциации по генезису рудных месторождений» (Великобритания), участник трёх Международных геологических конгрессов (32-34).

## Труды
Автор более 420 научных работ, в том числе 2 личных монографий и 12 монографий в соавторстве. Некоторые работы:
- Металлогения Рудного Алтая и Калбы, Д., 1984 (в соавт.);
- Гранитоидные и рудные формации Калба-Нарымского пояса (Рудный Алтай), А., 1994 (в соавт.);
- Дьячков Б.А., Кузьмина О.Н., Матайбаева И.Е., Ойцева Т.А., Зимановская Н.А. К методике прогнозно-поисковых работ (Восточный Казахстан) :  [рус.] // Журнал «Национальная ассоциация учёных» : Статья в журнале. — 2015. — № 3—5 (8). — С. 168—171. — ISSN 2413-5291.